# Elisa Heinsohn
Elisa Heinsohn (11 ottobre 1962) è un'attrice, cantante e ballerina statunitense.

## Biografia
Ha fatto il suo debutto nel mondo del teatro musicale nei primi anni ottanta, interpretando Liesl in The Sound of Music a Darien nel 1983 e recitando in una tournée del musical Woman of the Year nel 1984. L'anno successivo ha fatto il suo esordio cinematografico nel film Joey, mentre tra il 1986 e il 1987 ha interpretato Jillian Beckett nella serie televisiva Saranno famosi.
Nel 1988 fece il suo debutto a Broadway nella prima produzione statunitense di The Phantom of the Opera e rimase nel cast nel ruolo di Meg Giry per due anni. Nel 1993 ha interpretato il ruolo ricorrente di Sam Collins nella serie I giusitizieri della notte, mentre nel 1998 è tornata a Broadway nel musical Ragtime, seguito l'anno successivo da Annie Get Your Gun con Bernadette Peters.

## Filmografia

### Cinema
- Joey, regia di Roland Emmerich (1985)
- Sparami stupido! (Friends & Family), regia di Kristen Coury (2001)

### Televisione
- Saranno famosi (Fame) – serie TV, 24 episodi (1986-1987)
- FBI: The Untold Stories – serie TV, 1 episodio (1992)
- I giustizieri della notte (Dark Justice) – serie TV, 4 episodi (1996)
- The Crew – serie TV, 1 episodio (1995)
- Caroline in the City – serie TV, 1 episodio (1995)

## Doppiatrici italiane
- Isabella Pasanisi in Saranno famosi